# Marin Držić

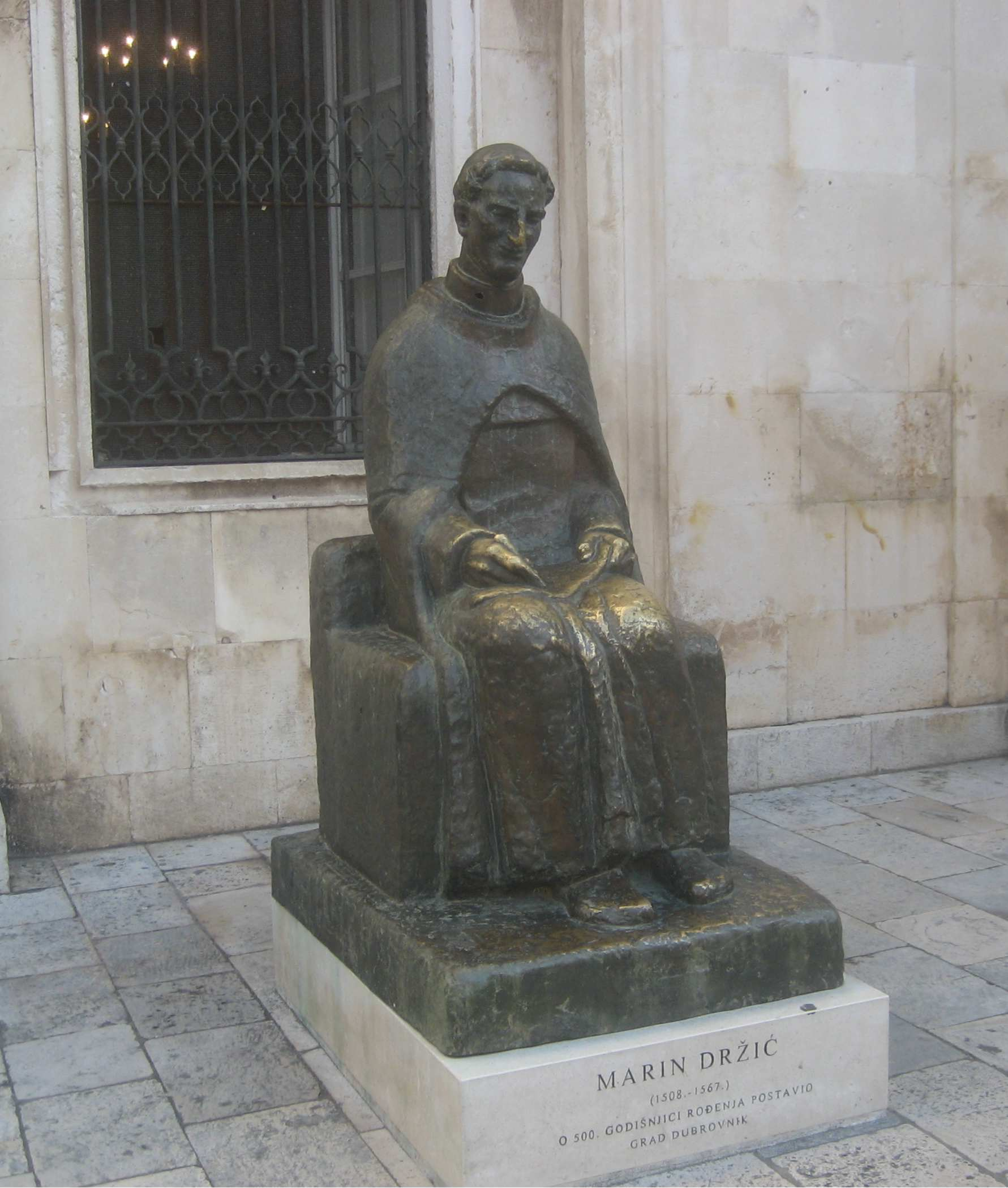
Držić-Plastik von Ivan Meštrović in Dubrovnik

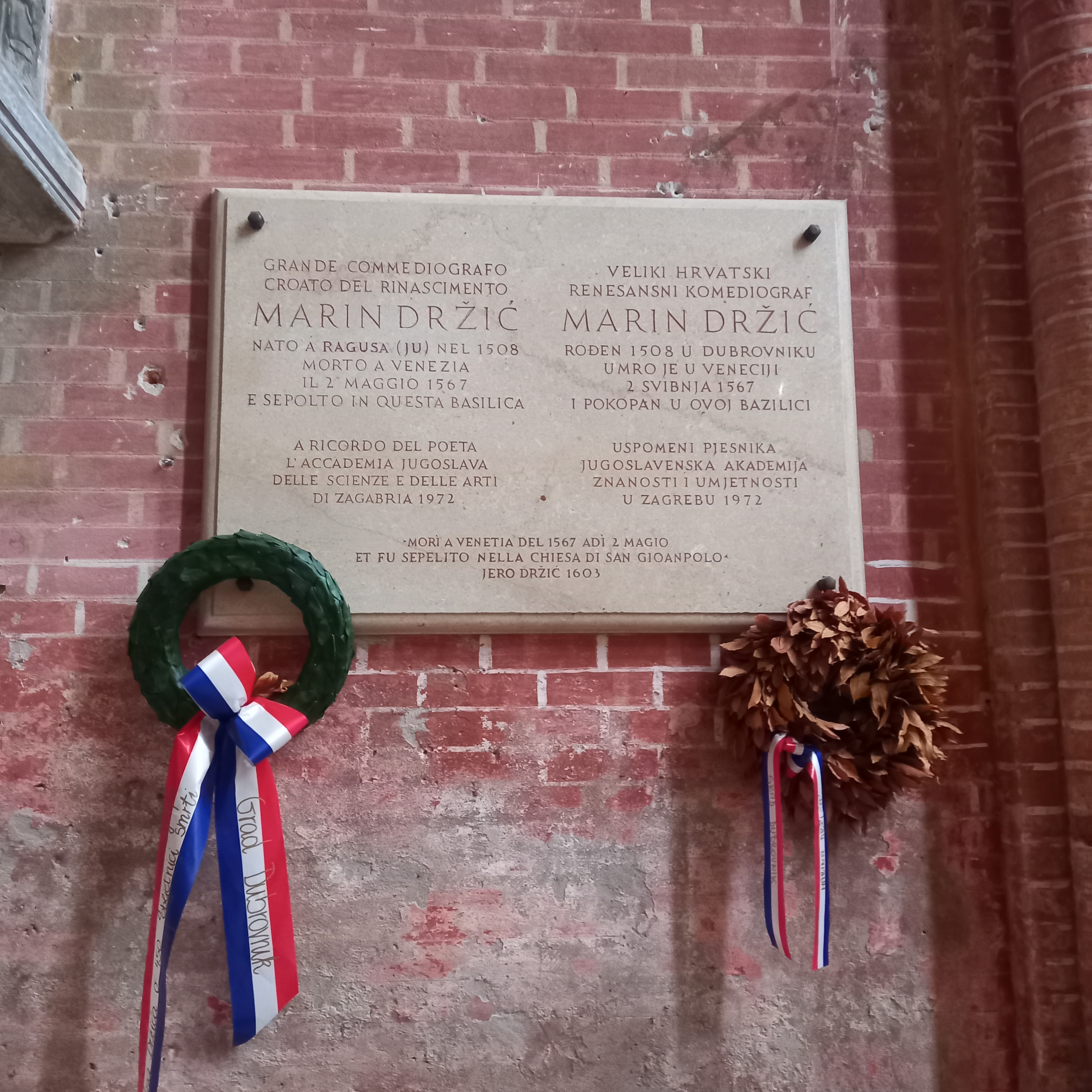
Das Grab von Marin Držić in der Basilika Santi Giovanni e Paolo in Venedig

Marin Držić (* 1508 in Dubrovnik; † 2. Mai 1567 in Venedig), auf Italienisch Marino Darsa, war ein Schriftsteller aus Dubrovnik. Er war ein bedeutender Komödienschreiber der kroatischen Literatur der Renaissance. Sein Hauptwerk ist die Komödie Dundo Maroje.

## Leben
Marin Držić stammte aus einer armen einfachen bürgerlichen Familie. Er ließ sich gezwungenermaßen zum Diakon ausbilden, ehe er 1538 nach Siena ging, das damals unter spanischer Herrschaft stand. Dort waren größere Menschenansammlungen verboten, trotzdem gab es immer illegale Theateraufführungen, denen er regelmäßig beiwohnte. In Siena begann er zu schreiben, er versuchte sich als Lyriker im Stile der Troubadourslyrik. Vor allem schrieb er aber Dramen, sowohl Komödien als auch Schäfer- und Hirtenspiele. Viele seiner nicht gedruckten Werke gingen verloren.
Bei seiner Rückkehr nach Dubrovnik stand dort das Theaterleben gerade in voller Blüte und erfreute sich bei allen Ständen großer Beliebtheit. Držić verfasste zahlreiche Auftragskomödien, so zum Beispiel für den jährlichen Karneval. Mit Marin Držić bildeten sich auch erstmals fixe Theatergruppen in der Stadt. Das bedeutete, dass die Personen eines Stückes den Schauspielern angepasst wurden.
Erstmals gab es auch einen Prolog (Vorwort).
Das erste überlieferte Drama, das in Dubrovnik uraufgeführt wurde, war Tirena. Dieses Stück ist einerseits ein idyllisches Hirtenspiel, mit Feen (Nymphen) und fantastischen Wesen und einer sehr gehobenen Sprache, zeigt aber andererseits auch eine sehr realistisch dargestellte Welt der Bauern mit der dazugehörigen Volkssprache. Es ist also, nicht nur inhaltlich, sondern auch sprachlich, ein Schäfer- und Hirtenspiel auf zwei Ebenen. Diese Diskrepanz zwischen dem Adel und den Bauern sollte komisch wirken. 
Das bekannteste Drama von ihm trägt den Namen Dundo Maroje. Hier geht es um einen alten Mann, der seinen Sohn mit 5000 Dukaten nach Florenz schickt. Sein Sohn Maro geht aber nach Rom und trifft dort eine junge Dame (eine Kurtisane) und verprasst das Geld mit ihr. Der Vater wird misstrauisch und geht seinen Sohn suchen, im Schlepptau hat er dessen Verlobte mit. Im Endeffekt luchst er ihm 3000 Dukaten ab und nimmt ihn mit nach Hause. In diesem Stück spielen aber auch noch andere Personen eine wichtige Rolle wie z. B. der Diener Pomet, der für die Komik sorgt, da er sehr erfahren ist und kleine Betrügereien organisiert. Verfasst ist das Stück in der Dubrovniker Volkssprache, es gibt aber auch italienische Passagen.

## Gedenken
In seiner Vaterstadt Dubrovnik wurde 1957 der Bildhauer Ivan Meštrović mit der Schaffung eines Držić-Denkmals beauftragt. Die Bronzeplastik, die Držić als Priester zeigt, steht seit 2008 vor dem Rektorenpalast. 1989 wurde das Marin Držić-Haus eröffnet, ein Literaturmuseum, das Držićs Leben und Werk gewidmet ist.

## Dramen
| Serbokroatischer Titel | Deutsche Übersetzung  | Uraufführung | Erstdruck | Moderne Erstaufführung | Genre                                                        | Erhaltungszustand                                     |
| ---------------------- | --------------------- | ------------ | --------- | ---------------------- | ------------------------------------------------------------ | ----------------------------------------------------- |
| Pomet                  |                       | 1548         | –         | –                      | Komödie in Prosa                                             | verschollen                                           |
| Tirena                 |                       | 1548         | 1551      | 1952                   | Schäferspiel in Versen                                       |                                                       |
| Novela od Stanca       | Der Streich an Stanac | 1550         | 1551      | 1895                   | Farce in Versen                                              |                                                       |
| Venere i Adon          | Venus und Adonis      | 1551         | 1551      | 1983                   | Schäferspiel in Versen                                       |                                                       |
| Dundo Maroje           | Vater Marojes Dukaten | 1551         | 1866      | 1938                   | Komödie in Prosa                                             | Schluss fehlt                                         |
| Pjerin                 |                       | 1551–1554    | (1702)    | –                      | Komödie in Prosa                                             | unzusammenhängende Fragmente                          |
| Tripče de Utolče/Mande |                       | 1551–1554    | 1875      | 1951                   | Komödie in Prosa                                             | Prolog, erster Akt und Anfang des zweiten Akts fehlen |
| Arkulin                |                       | 1551–1554    | 1871      | 1970                   | Komödie in Prosa                                             | Prolog und Großteil des ersten Akts fehlen            |
| Džuho Krpeta           |                       | 1554         | (1702)    | –                      | Komödie in Prosa                                             | unzusammenhängende Fragmente                          |
| Skup                   | Der Geizhals          | 1555         | 1875      | 1950                   | Komödie in Prosa                                             | Schluss fehlt                                         |
| Grižula/Plakir         |                       | 1556         | 1875      | 1943                   | Schäferspiel in Prosa und Versen                             |                                                       |
| Hekuba                 |                       | 1558         | 1930      | 1959                   | freie Übersetzung von Lodovico Dolces Tragödie Hecuba (1543) |                                                       |